# Faye-l'Abbesse
Pour les articles homonymes, voir Faye et Abbesse (homonymie).
Faye-l'Abbesse [fɛ labɛs] est une commune du centre-ouest de la France située dans le département des Deux-Sèvres en région Nouvelle-Aquitaine.

## Géographie
Faye-l’Abbesse se situe sur la RD 725 reliant Bressuire à Châtellerault dans le Nord du département des Deux-Sèvres. Faisant partie du canton de Bressuire, Faye-l'Abbesse est adhérente à la communauté de communes Cœur du Bocage avec Boismé, Chiché, Courlay et Bressuire.
Faye-l’Abbesse est une commune rurale de 1033  habitants (recensement 2007 ) ; elle est située à 11 kilomètres à l’est de Bressuire sur l’ancien axe (D 725) Bressuire - Saint-Amand-Montrond passant par Airvault, Mirebeau, Châtellerault et Châteauroux. Elle est à environ 1 heure de route de Poitiers et Niort ; 1 h 30 d’Angers et Nantes. La commune est desservie par le réseau Tréma permettant de se rendre au centre-ville de Bressuire.
Le sous-sol est principalement sur socle granitique (prolongement du massif Armoricain), avec quelques affleurements de schistes  argileux.
Faye-L’Abbesse a des origines lointaines comme le marque la présence d’un dolmen, et de vestiges gallo-romains.

### Climat
Pour des articles plus généraux, voir Climat de la Nouvelle-Aquitaine et Climat des Deux-Sèvres.
Historiquement, la commune est exposée à un climat océanique du nord-ouest.  
En 2020, Météo-France publie une typologie des climats de la France métropolitaine dans laquelle la commune est exposée à un climat océanique et est dans la région climatique  Moyenne vallée de la Loire, caractérisée par une bonne insolation (1 850 h/an) et un été peu pluvieux.
Pour la période 1971-2000, la température annuelle moyenne est de 11,4 °C, avec une amplitude thermique annuelle de 15,1 °C. Le cumul annuel moyen de précipitations est de 821 mm, avec 12,4 jours de précipitations en janvier et 6,8 jours en juillet. Pour la période 1991-2020, la température moyenne annuelle observée sur la station météorologique la plus proche, située sur la commune de Glénay à 9 km à vol d'oiseau, est de 12,6 °C et le cumul annuel moyen de précipitations est de 647,9 mm,. Pour l'avenir, les paramètres climatiques de la commune estimés pour 2050 selon différents scénarios d’émission de gaz à effet de serre sont consultables sur un site dédié publié par Météo-France en novembre 2022.

## Urbanisme

### Typologie
Au 1er janvier 2024, Faye-l'Abbesse est catégorisée commune rurale à habitat dispersé, selon la nouvelle grille communale de densité à sept niveaux définie par l'Insee en 2022.
Elle est située hors unité urbaine. Par ailleurs la commune fait partie de l'aire d'attraction de Bressuire, dont elle est une commune de la couronne,. Cette aire, qui regroupe 19 communes, est catégorisée dans les aires de moins de 50 000 habitants,.

### Occupation des sols
L'occupation des sols de la commune, telle qu'elle ressort de la base de données européenne d’occupation biophysique des sols Corine Land Cover (CLC), est marquée par l'importance des territoires agricoles (94,5 % en 2018), une proportion sensiblement équivalente à celle de 1990 (94,9 %). La répartition détaillée en 2018 est la suivante : 
terres arables (40,7 %), prairies (27,5 %), zones agricoles hétérogènes (26,3 %), forêts (3,1 %), zones urbanisées (2,4 %). L'évolution de l’occupation des sols de la commune et de ses infrastructures peut être observée sur les différentes représentations cartographiques du territoire : la carte de Cassini (XVIIIe siècle), la carte d'état-major (1820-1866) et les cartes ou photos aériennes de l'IGN pour la période actuelle (1950 à aujourd'hui).

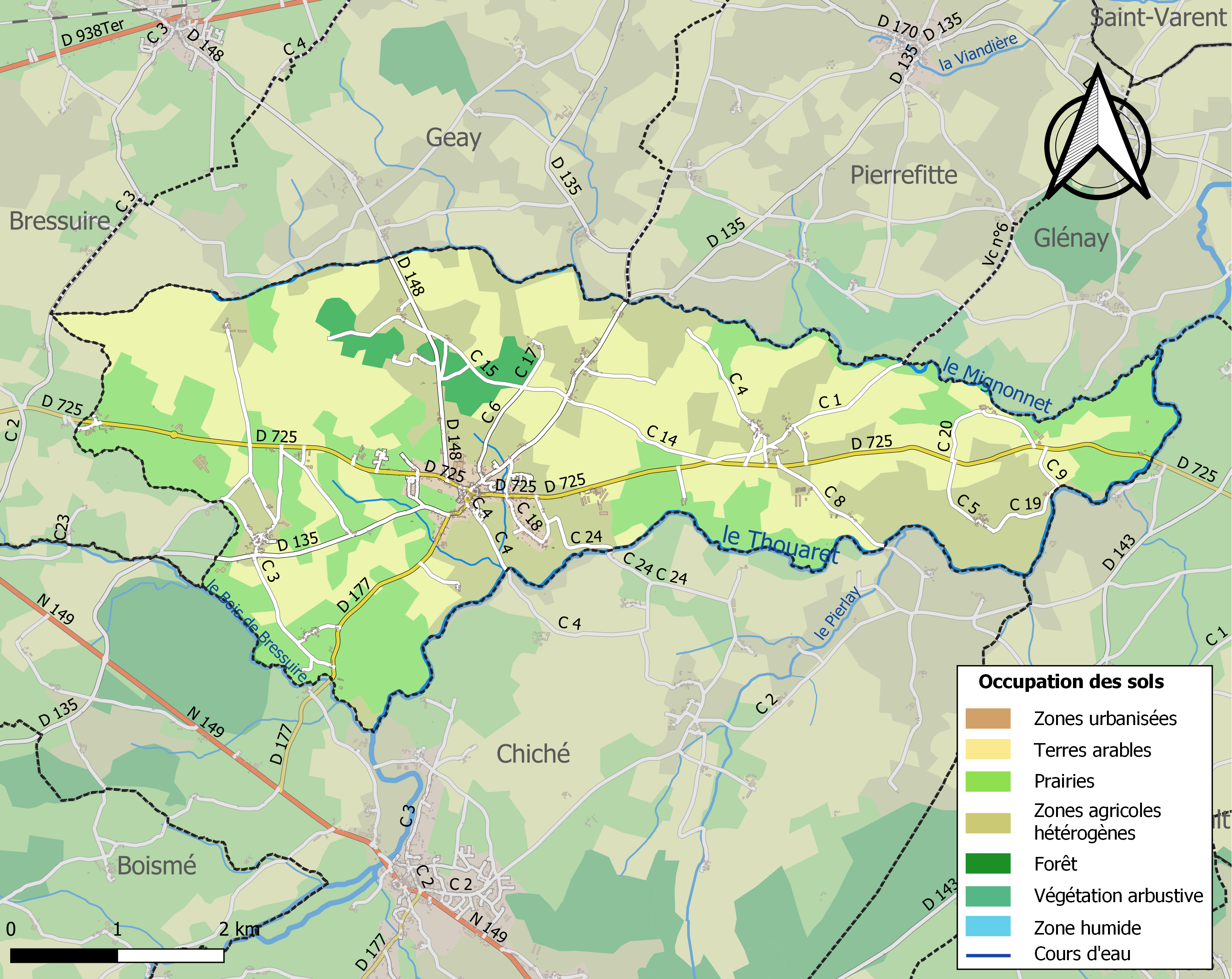
Carte des infrastructures et de l'occupation des sols de la commune en 2018 (CLC).

### Risques majeurs
Le territoire de la commune de Faye-l'Abbesse est vulnérable à différents aléas naturels : météorologiques (tempête, orage, neige, grand froid, canicule ou sécheresse), inondations, mouvements de terrains et séisme (sismicité modérée). Il est également exposé à un risque technologique,  le transport de matières dangereuses, et à un risque particulier : le risque de radon. Un site publié par le BRGM permet d'évaluer simplement et rapidement les risques d'un bien localisé soit par son adresse soit par le numéro de sa parcelle.

#### Risques naturels
Certaines parties du territoire communal sont susceptibles d’être affectées par le risque d’inondation par débordement de cours d'eau, notamment le Thouaret et le Mignonnet. La commune a été reconnue en état de catastrophe naturelle au titre des dommages causés par les inondations et coulées de boue survenues en 1982, 1983, 1999 et 2010,.

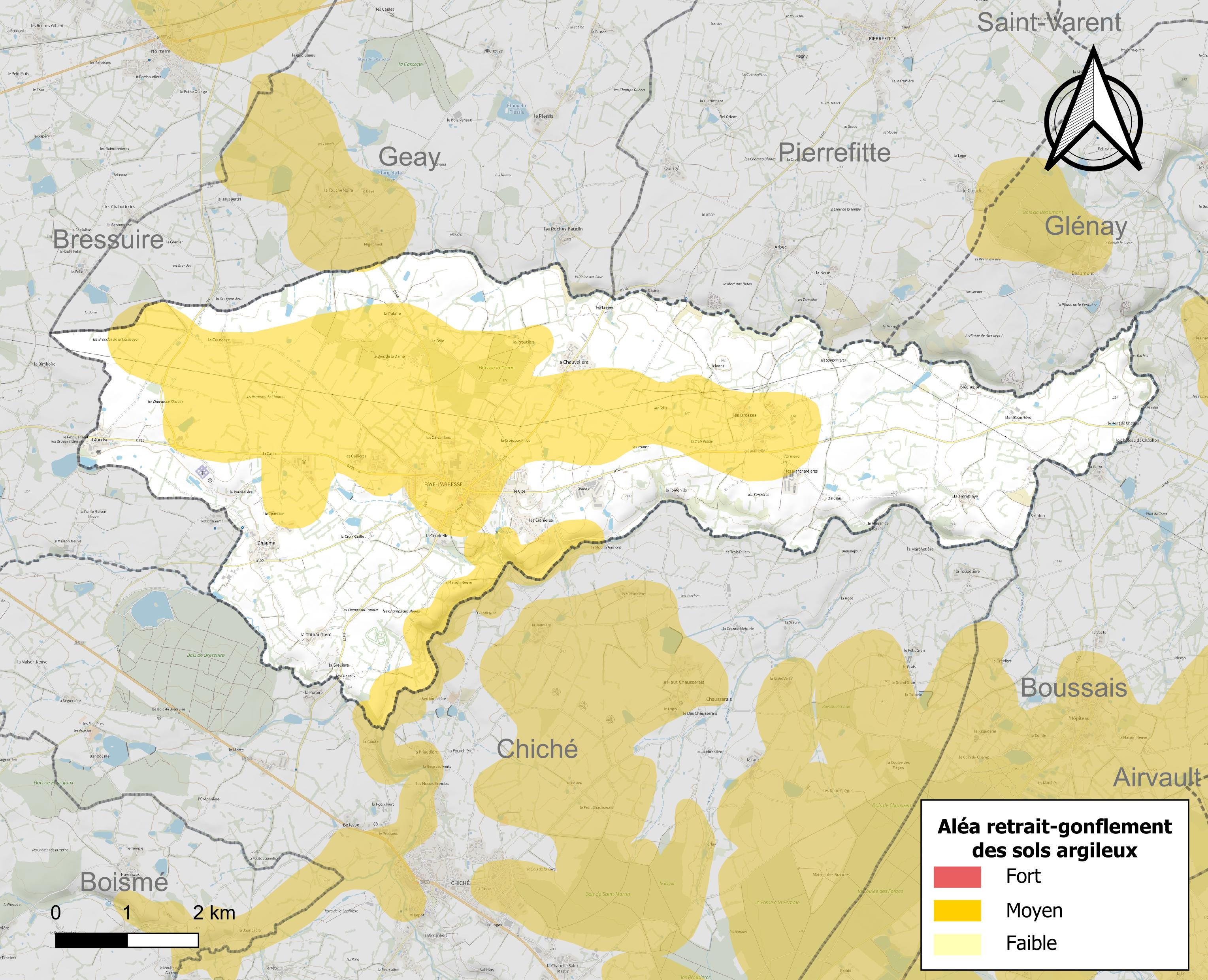
Carte des zones d'aléa retrait-gonflement des sols argileux de Faye-l'Abbesse.

Les mouvements de terrains susceptibles de se produire sur la commune sont des tassements différentiels. Le retrait-gonflement des sols argileux est susceptible d'engendrer des dommages importants aux bâtiments en cas d’alternance de périodes de sécheresse et de pluie. 40,2 % de la superficie communale est en aléa moyen ou fort (54,9 % au niveau départemental et 48,5 % au niveau national). Depuis le 1er octobre 2020, en application de la loi ELAN, différentes contraintes s'imposent aux vendeurs, maîtres d'ouvrages ou constructeurs de biens situés dans une zone classée en aléa moyen ou fort,.
La commune a été reconnue en état de catastrophe naturelle au titre des dommages causés par des mouvements de terrain en 1999 et 2010.

#### Risque particulier
Dans plusieurs parties du territoire national, le radon, accumulé dans certains logements ou autres locaux, peut constituer une source significative d’exposition de la population aux rayonnements ionisants. Selon la classification de 2018, la commune de Faye-l'Abbesse est classée en zone 3, à savoir zone à potentiel radon significatif.

## Économie
La commune possède un centre-bourg organisé autour de la place Charles-de-Gaulle. Elle conserve nombre de commerces de proximité : boulangerie, boucherie-charcuterie-épicerie, coiffeur, bar restaurant ; de nombreux services sont aussi présents : un médecin, une pharmacie, la poste, un notaire, une maison de retraite - le plus important employeur de la commune. À cela s'ajoutent une médiathèque, une structure accueil loisirs gérée par "Familles Rurales" ; sans compter les associations sportives : football, basket-ball, badminton, gym douce, step et culturelle.
Les activités industrielles, artisanales et de transport sont réparties sur diverses zones dans ou à la périphérie du bourg ainsi que sur une nouvelle zone artisanale route de Bressuire (à 1 km du centre bourg) : industries métallurgiques, transport (tourisme, fret, taxi-ambulance) ; artisanat : électricité, maçonnerie, peinture, mécanique-réparation automobile, menuiserie-charpente, travaux publics, agricoles et paysagers en particulier.
L’avenir est tracé par le futur hôpital Nord Deux-Sèvres qui sera construit à 3 km du bourg. L’importance de cette implantation induira des bouleversements dans l'environnement : déviations et nouveaux services. La commune s’y prépare, et - en particulier, plusieurs lotissements sont en chantier ou opérationnels : l’un de 4 parcelles, l’autre de 25 parcelles.

## Toponymie
L'origine du nom de Faye vient du latin fagea qui signifie hêtraie.

## Histoire
La présence d'un dolmen atteste d'une occupation pluri-millénaire. À la suite d'une série de fouilles entreprises dans les années 1840, un vicus (village) gallo-romain a été découvert au lieu-dit les Crânières : à l'époque, l'emplacement d'un temple a été dessiné par Babot ainsi que le plan du village ; lors de ces fouilles, de nombreux objets ont été trouvés qui sont actuellement au musée de Niort.
Pendant la Première Guerre mondiale, Faye-l'Abbesse est bien évidemment située à l'écart du front militaire mais déplore nombre de victimes dont les noms figurent sur le monument aux morts.

## Politique et administration

### Liste des maires
| Période   | Période       | Identité      | Étiquette | Qualité                            |
| --------- | ------------- | ------------- | --------- | ---------------------------------- |
| juin 1995 | réélu en 2008 | Gérard Pierre |           | Employé de La Poste                |
| 1983      | 1995          | Yvette Nueil  |           | Entrepreneur Abattoir de volailles |
| 1959      | 1983          | Jean Merceron |           | Artisan Menuisier                  |
|           | 1959          | Jean Loubeau  |           | Quincailler                        |

## Démographie
À partir du XXIe siècle, les recensements réels des communes de moins de 10 000 habitants ont lieu tous les cinq ans. Pour Faye-l'Abbesse, cela correspond à 2004, 2009, 2014, etc. Les autres dates de « recensements » (2006, etc.) sont des estimations légales.
| 1793 | 1800 | 1806 | 1821 | 1831 | 1836 | 1841 | 1846 | 1851 |
| ---- | ---- | ---- | ---- | ---- | ---- | ---- | ---- | ---- |
| 700  | 410  | 464  | 723  | 743  | 814  | 790  | 859  | 902  |

| 1856 | 1861 | 1866  | 1872  | 1876  | 1881  | 1886  | 1891  | 1896  |
| ---- | ---- | ----- | ----- | ----- | ----- | ----- | ----- | ----- |
| 907  | 952  | 1 006 | 1 065 | 1 091 | 1 191 | 1 207 | 1 157 | 1 192 |

| 1901  | 1906  | 1911  | 1921  | 1926  | 1931 | 1936 | 1946 | 1954 |
| ----- | ----- | ----- | ----- | ----- | ---- | ---- | ---- | ---- |
| 1 169 | 1 091 | 1 115 | 1 047 | 1 017 | 990  | 932  | 980  | 916  |

| 1962 | 1968 | 1975 | 1982 | 1990 | 1999 | 2004 | 2006 | 2009  |
| ---- | ---- | ---- | ---- | ---- | ---- | ---- | ---- | ----- |
| 886  | 885  | 963  | 961  | 998  | 950  | 986  | 999  | 1 040 |

| 2014  | 2019  | 2022  | - | - | - | - | - | - |
| ----- | ----- | ----- | - | - | - | - | - | - |
| 1 040 | 1 114 | 1 126 | - | - | - | - | - | - |

## Lieux et monuments
- Pierre Levée de la Fontenille : dolmen classé au titre des monuments historiques par arrêté du 28 avril 1971[25].
- Promenade agréable au bord du Thouaret (500 m du centre bourg)
- L'église Saint-Hilaire de Faye-l'Abbesse dont le clocher qui domine le village ne passe pas inaperçu. Elle est inscrite à l'Inventaire général du patrimoine culturel[26]. Elle abrite le marbre de saint Hilaire qui, selon la légende (appuyée par La Fontenelle de Vaudoré), constituait l'autel portatif sur lequel officiait l'évêque lors de l'évangélisation de la région. Jusque vers les années 1960, le marbre fut l'objet de pèlerinages : l'apposition du marbre - principalement lors de la Semaine sainte - était censé guérir certaines maladies.
- Le monument aux morts situé entre la maison de retraite et l'église témoigne de l'ampleur des pertes principalement lors de la Première Guerre mondiale.

## Sports
Faye-l'Abbesse est une commune sportive regroupant des sports variés.
Citons ici des exemples :
- son équipe de basket-ball qui évolue en départemental ; il y a quelques années, le club a fusionné avec Noirterre. En avril 2010, un nouveau club a été créé avec Chiché.
- le football possède également une équipe fanion à un niveau compétition ; club qui a aussi fusionné avec Noirterre il y a quelques années. Ses équipes de jeunes ont d'ailleurs rejoint l'Union Sportive de Saint-Sauveur en raison d'un manque d'effectif.
- le badminton, le step, la gym douce.
- n'oublions pas son club de Sports auto passion qui est ouvert à tous.
- des activités liées à la nature sont aussi possibles : pêche (dans le Thouaret), marche, VTT (nombreux sentiers).

## Population du village de Faye-l'Abbesse
- Classement	Habitants
- sur la France	9422e
- sur la région Poitou-Charentes	363e
- sur le département des Deux-Sèvres	82e
- sur l'arrondissement de Bressuire	23e
- Classement sur le canton de Bressuire	4e
- Population sur le village :	1 033 habitants
- Densité sur le village :	44,0 hab/km2 (soit 113,9 hab/sq mi)

## Personnalités liées à la commune
- Albert Brochard (1923-2004, député de 1973 à 1993)